# ビーダル城

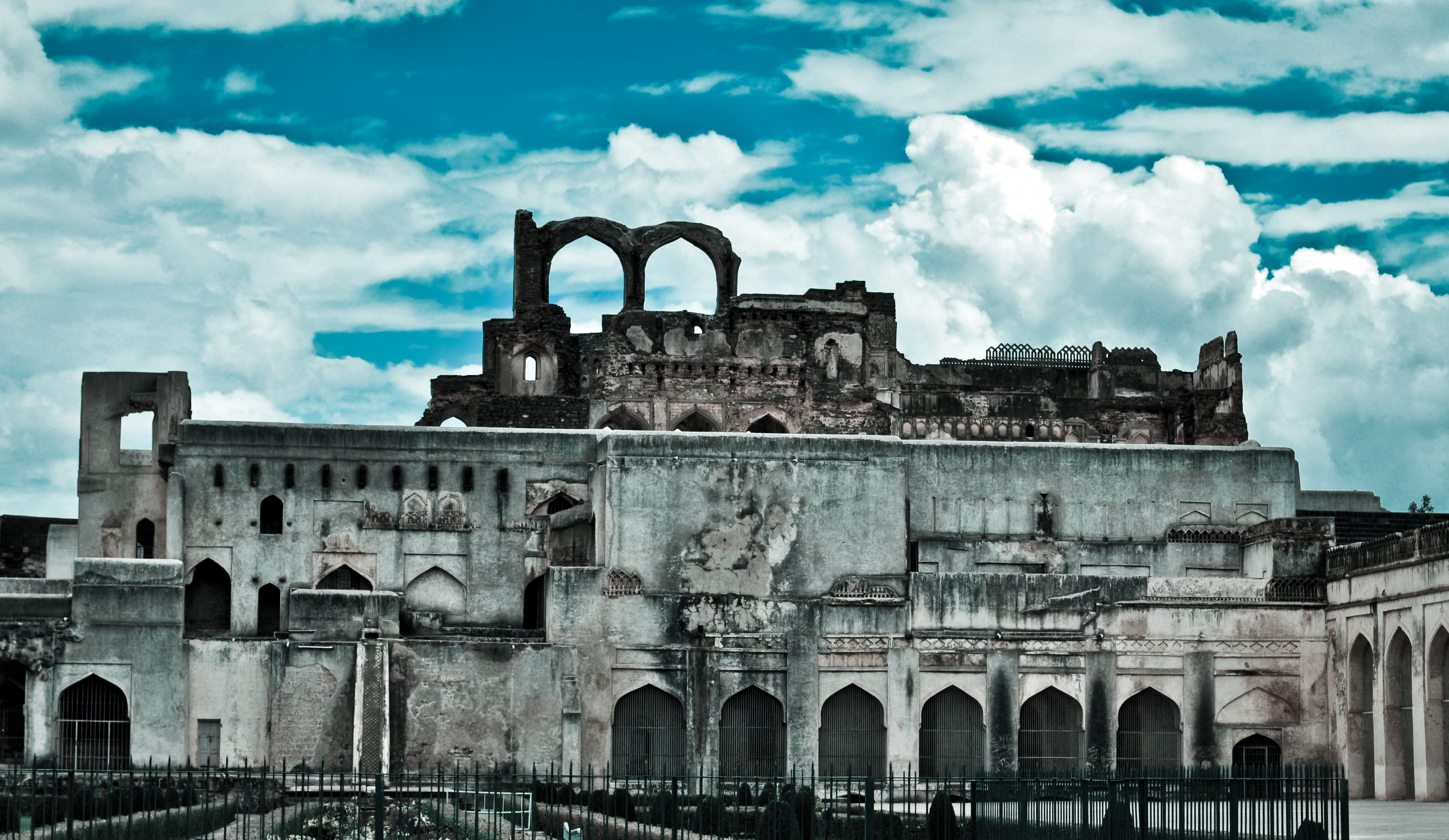
ビーダル城

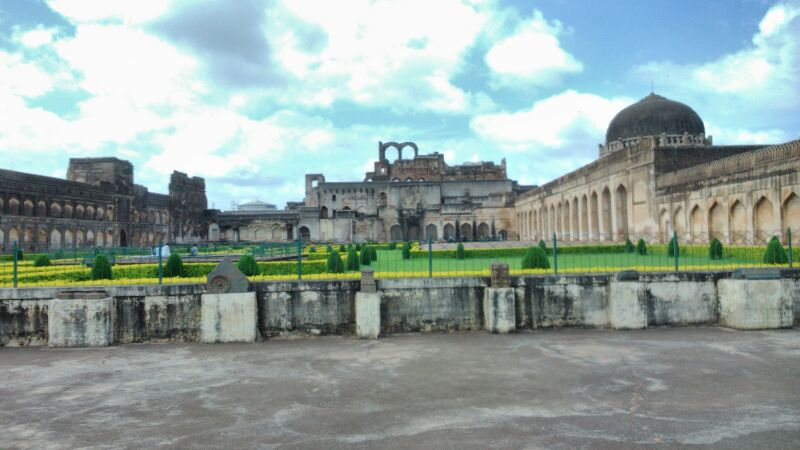
ビーダル城

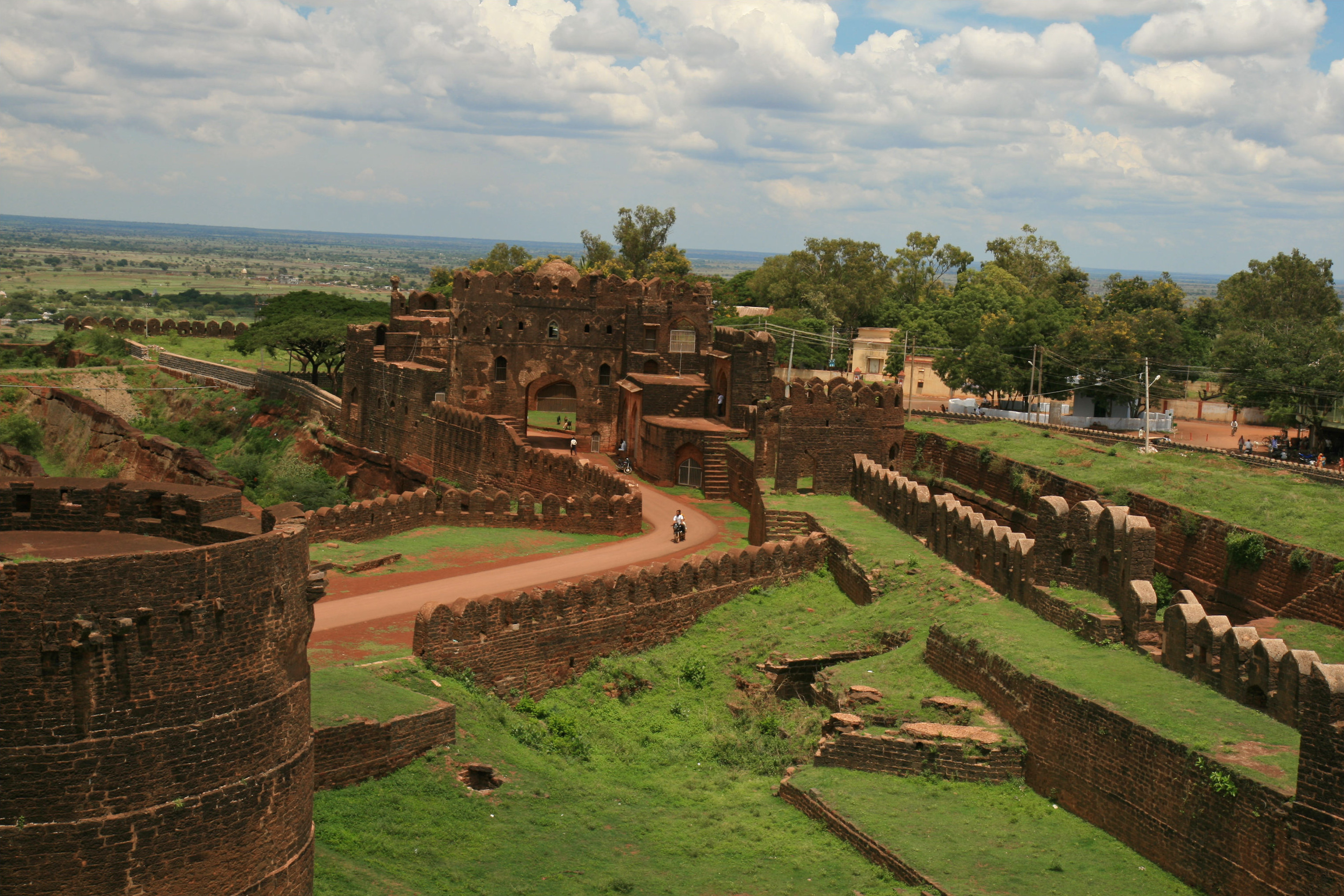
ビーダル城の城壁

ビーダル城（カンナダ語：ಬೀದರ್ ಕೋಟೆ, 英語：Bidar Fort）は、南インドのカルナータカ州、ビーダル県の都市ビーダルにある城塞。バフマニー朝とビーダル王国の君主の居城でもあった。

## 歴史
1425年、バフマニー朝がグルバルガからビーダルへと遷都した際、王の居城としてビーダル城が建築された。
その後、1528年にビーダル王国が建国されると、同国の君主の居城としても使用されることとなった。
1619年にはビジャープル王国の支配下に入り、1657年にはムガル帝国の支配下に入った（ビーダル包囲戦）。
1724年、ニザーム王国がムガル帝国から独立したのち、1762年にはニザームであるサラーバト・ジャングが弟のニザーム・アリー・ハーンに幽閉された。

## ギャラリー

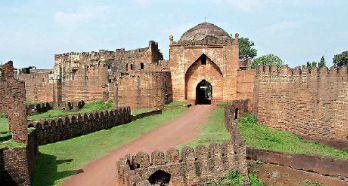
ビーダル城のエントランス
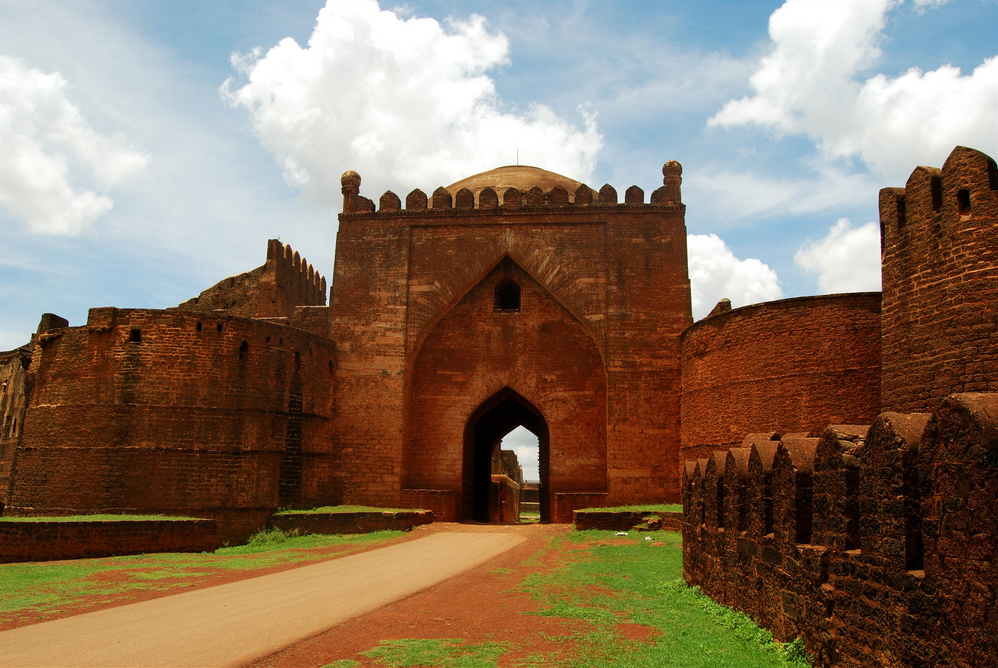
ビーダル城の城門
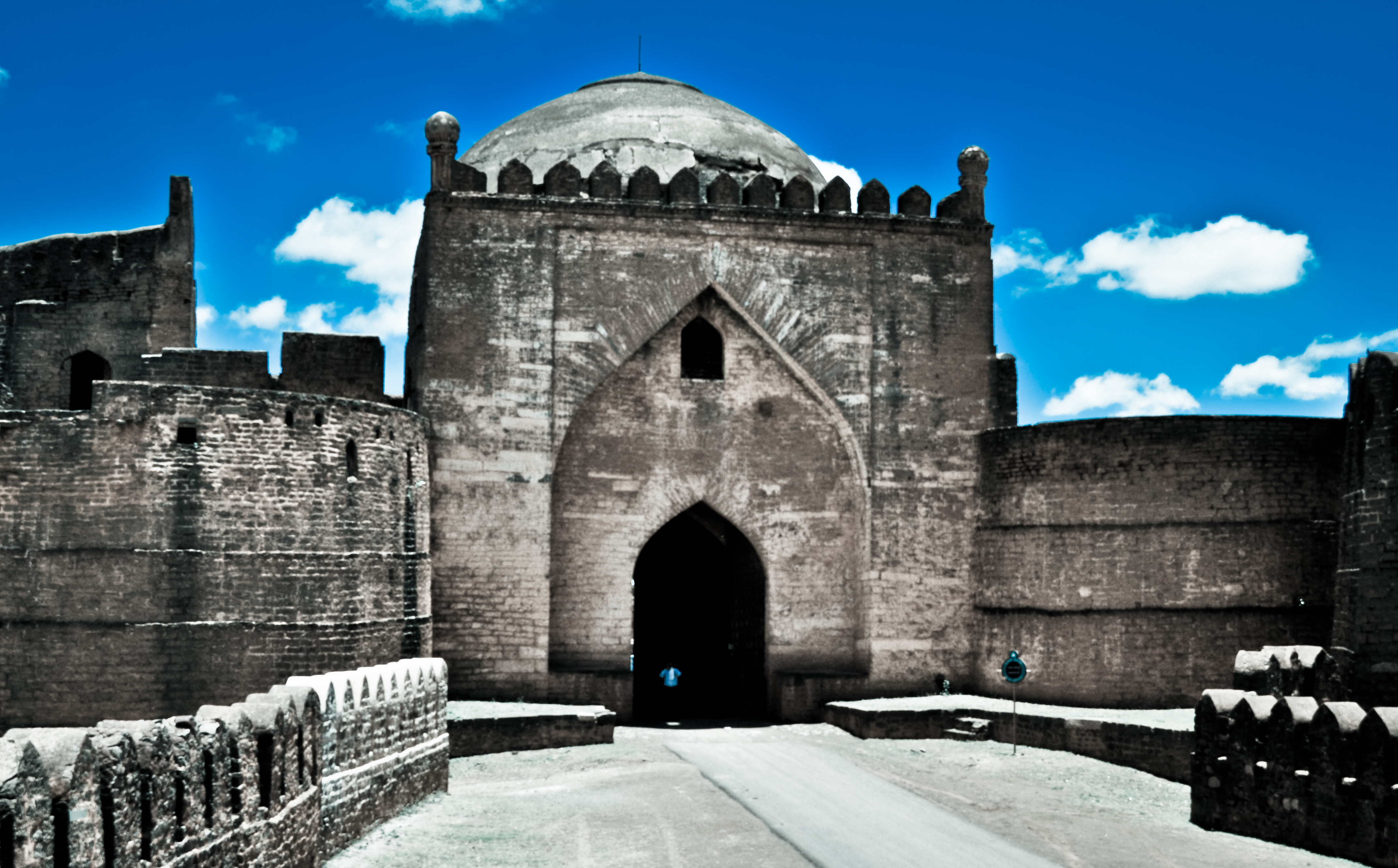
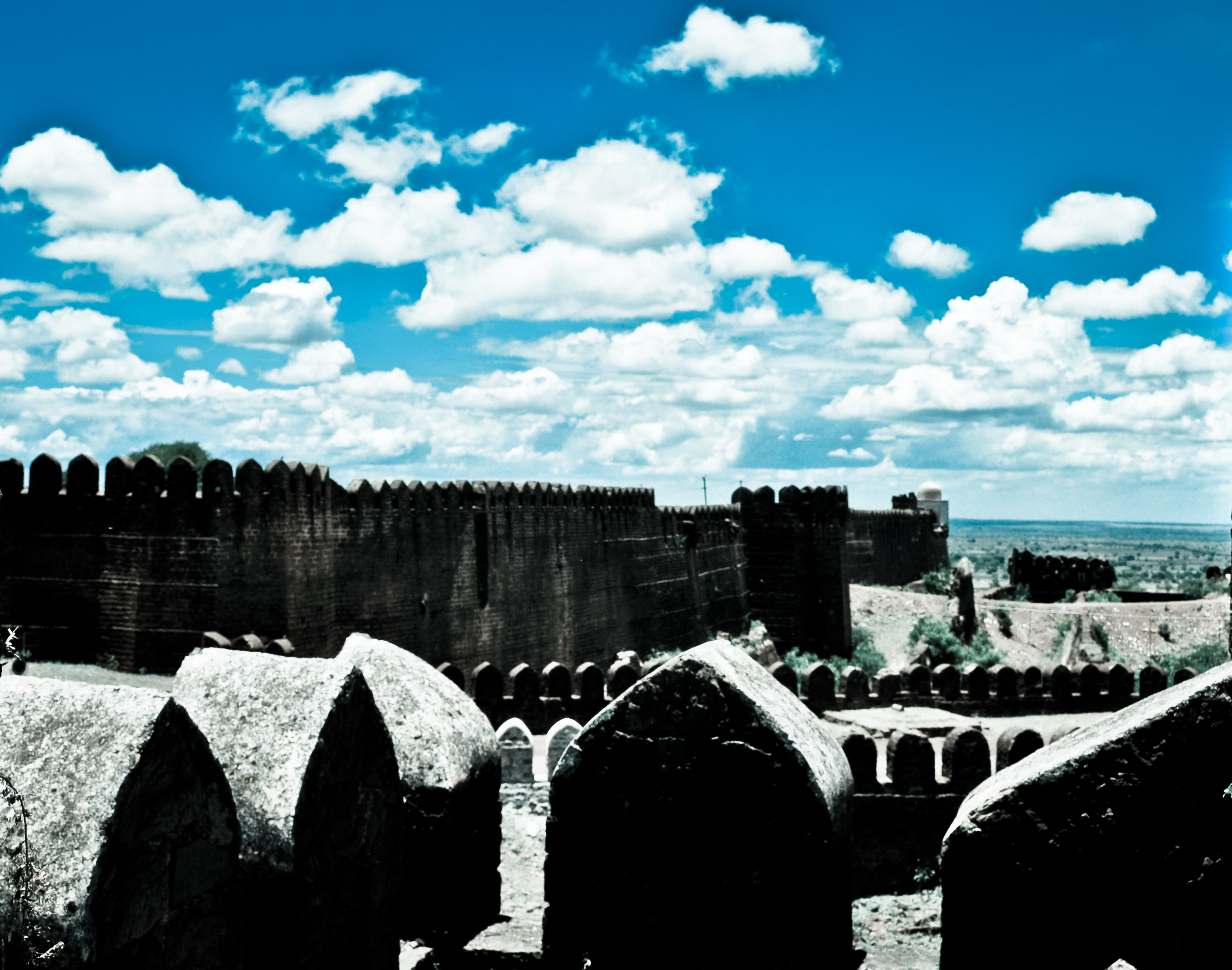
ビーダル城の城壁
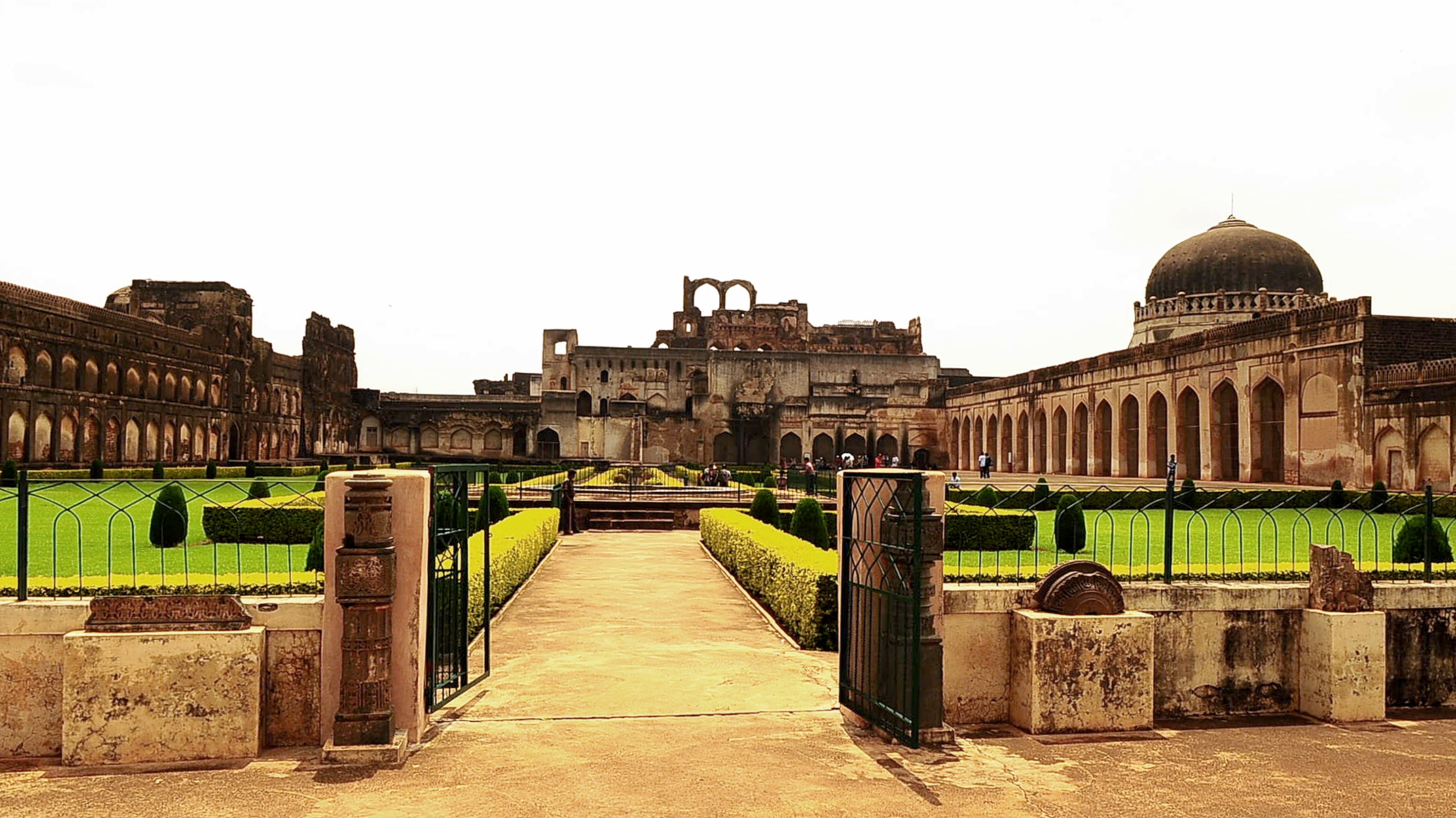
ビーダル城の庭園
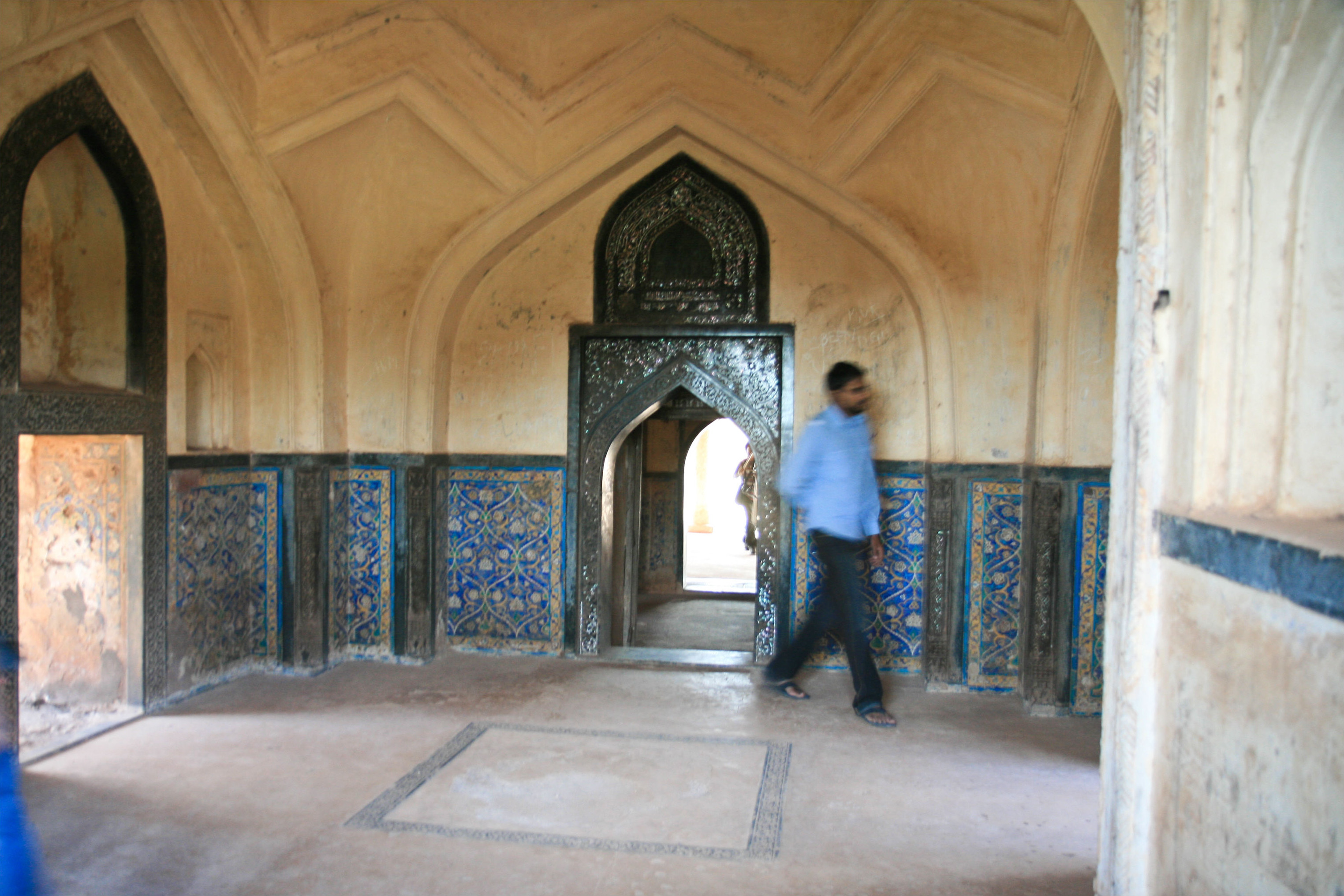
ランギーン・マハルの内部
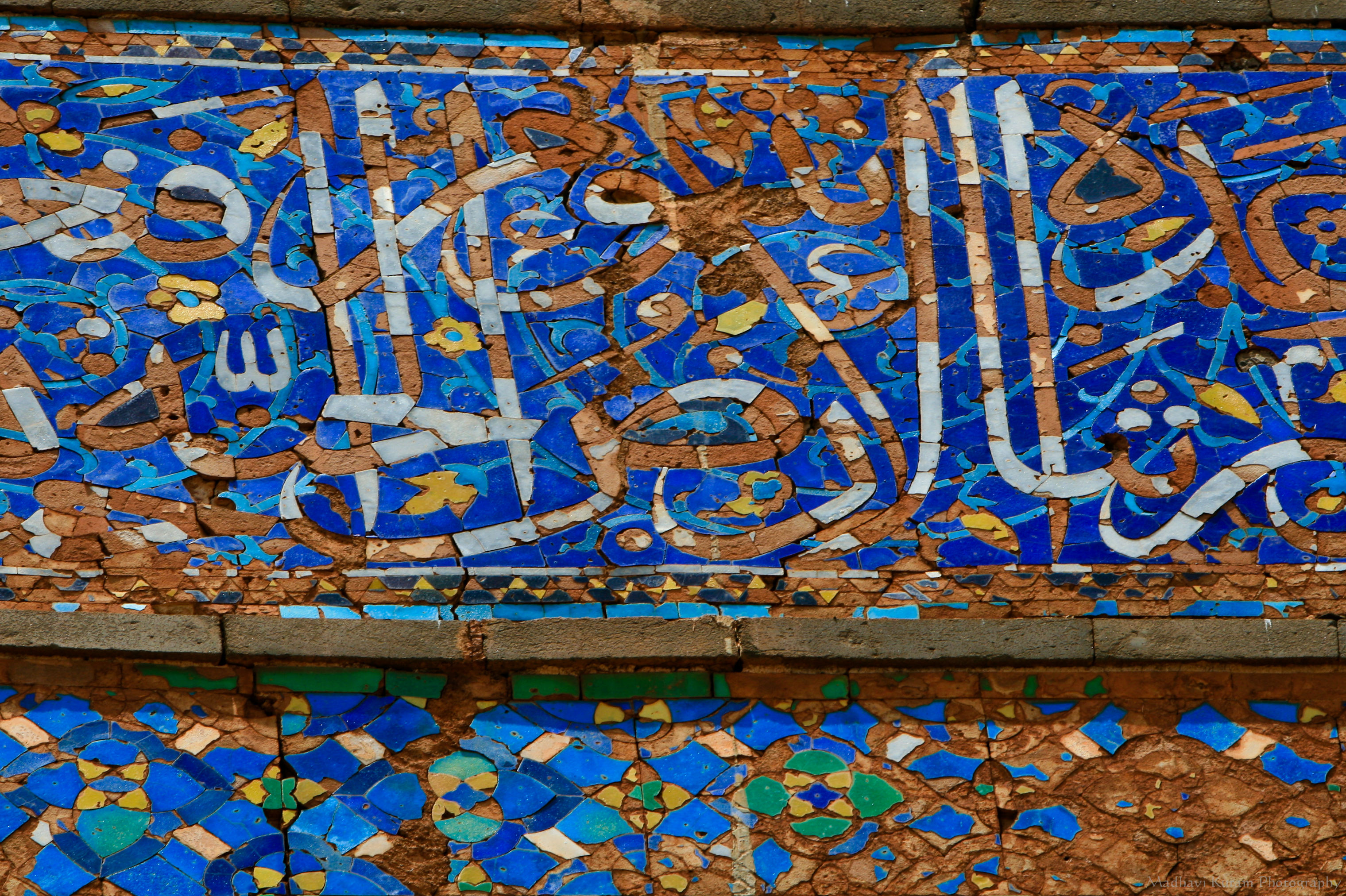
城内のフレスコ画
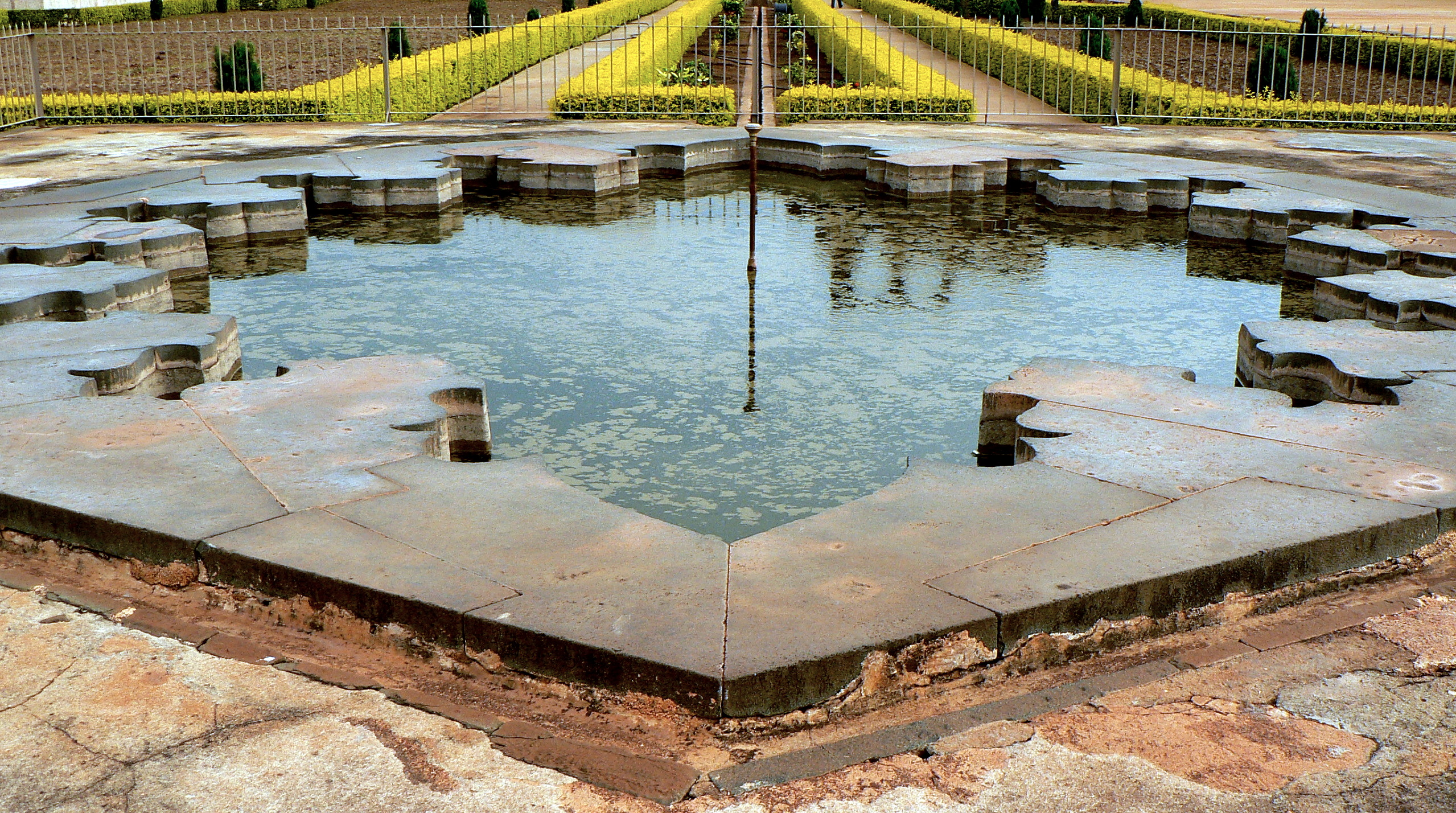
噴水
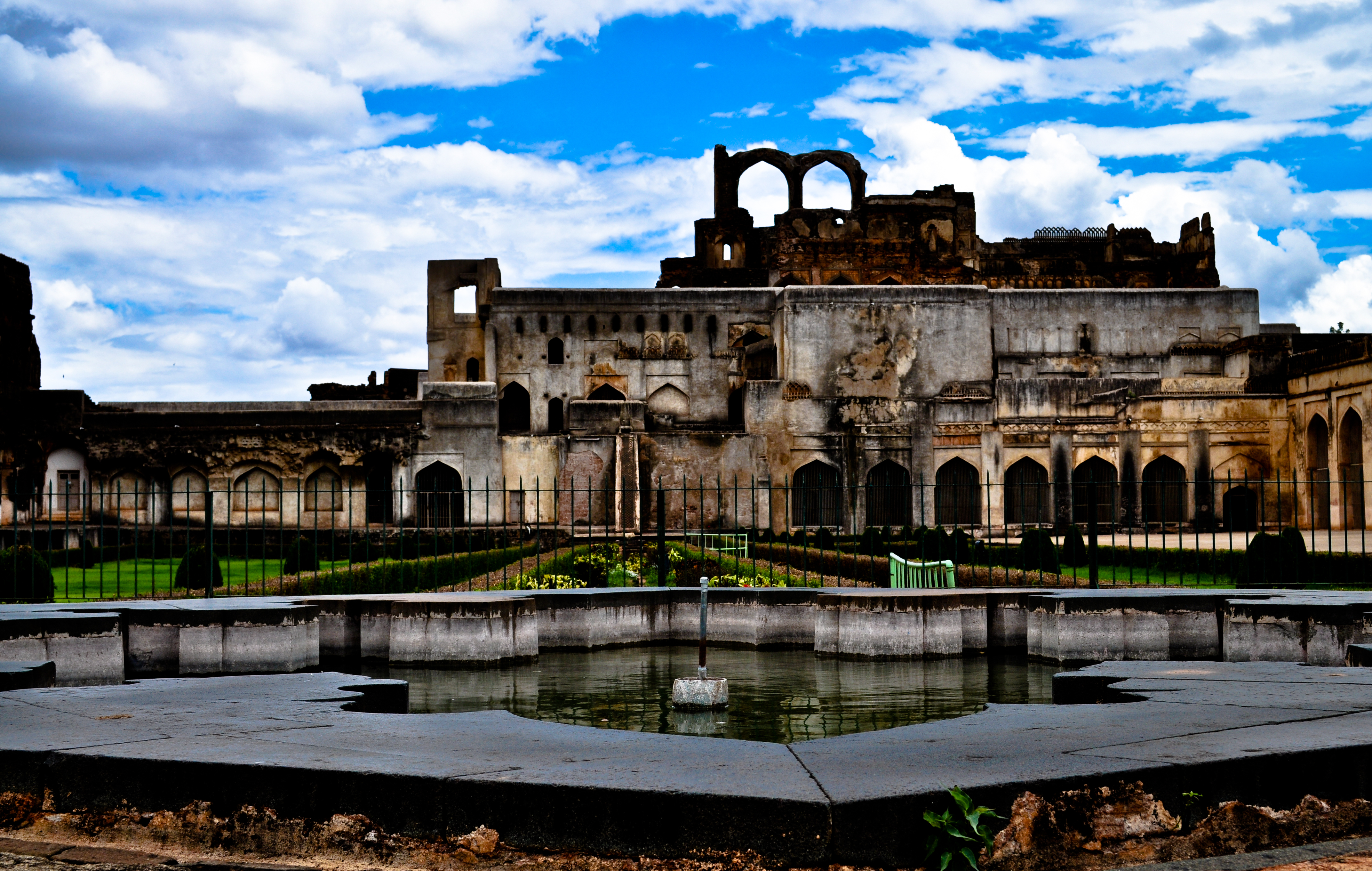
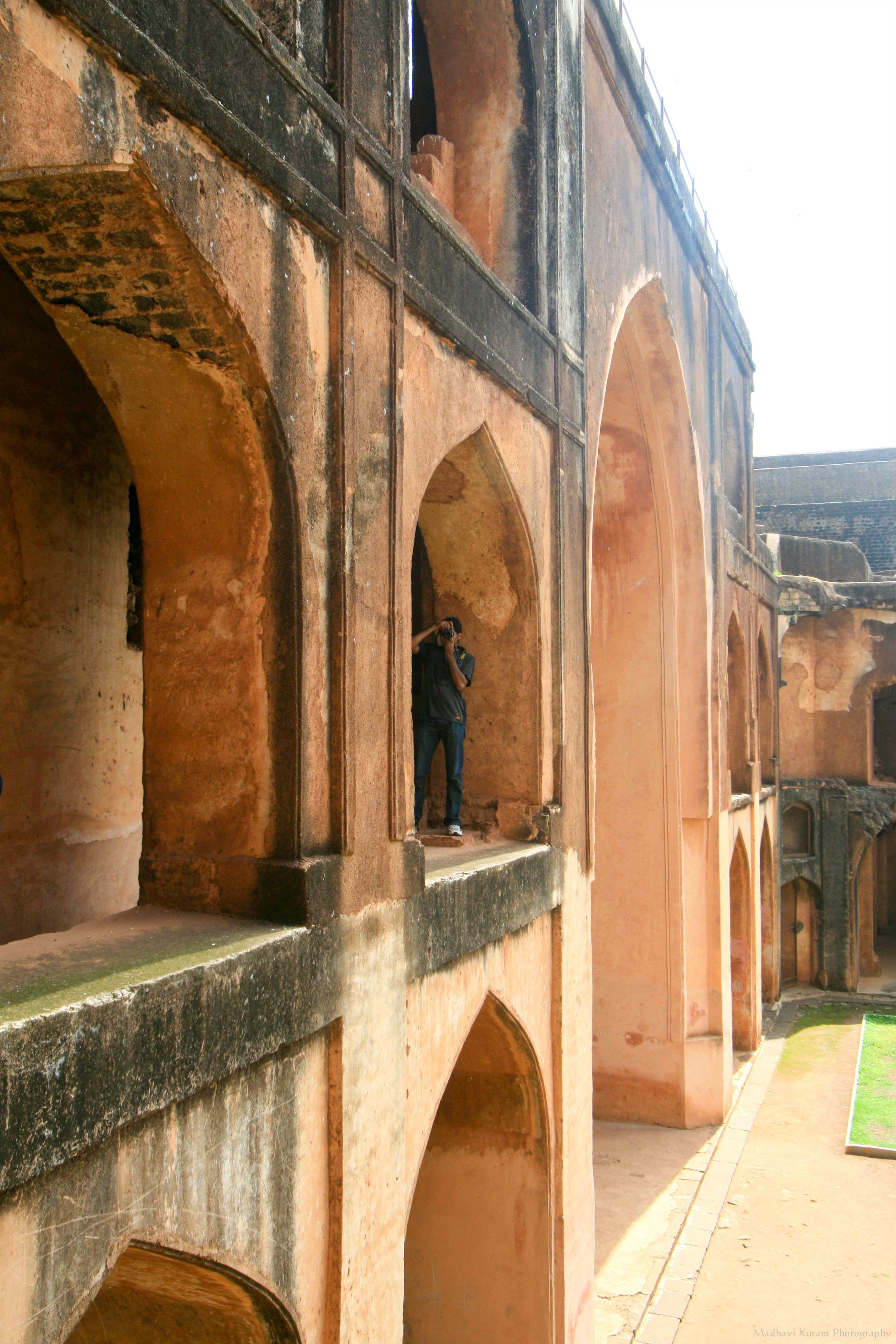